# Амерички грађански рат
Амерички грађански рат (познат и као Сецесионистички рат) је оружани сукоб који се између 1861. и 1865. године водио између Уније, односно владе САД којом су доминирале северне државе, и јужних држава које су се отцепиле и формирале Конфедерацију америчких држава.
На председничким изборима 1860., републиканци, предвођени Абрахамом Линколном, су се противили ширењу ропства у територије САД. Линколн је победио на изборима, али пре председничке инаугурације 4. марта 1861, седам робовласничких држава чија се привреда заснивала на узгоју памука су формирале Конфедерацију. Првих шест држава које су се отцепиле су имале највећи удео робова у свом становништву, укупно 48,8%. Одлазећи демократски председник Џејмс Бјукенан и долазећи републиканци су оценили сецесију као незакониту. У свом првом обраћању на инаугурацији Линколн је објавио да његова администрација неће започети грађански рат. Осам преосталих робовласничких држава су одбијале позиве на сецесију. Војници Конфедерације су освојили бројне федералне тврђаве на територији које је присвајала Конфедерација. На мировној конференцији није постигнут компромис, и обе стране су се почеле припремати за рат. Конфедерација је претпоставила да су европске државе толико зависне од производње памука на југу САД да ће интервенисати у њихову корист; ниједна то није урадила и ниједна није признала нове Конфедеративне Америчке Државе.
Непријатељства су почела 12. априла 1861. када су војници Конфедерације отворили ватру на Форт Самтер, кључну тврђаву у Јужној Каролини коју су држали војници Уније. Линколн је затражио да свака држава пружи војску како би се поново заузела тврђава. Због тога су се још четири робовласничке државе придружиле Конфедерацији, повећавши њихов број на једанаест. Унија је ускоро ставила под контролу пограничне државе и увела поморску блокаду која је уништила привреду Конфедерације. Источни фронт је био неодлучен током 1861–1862. У јесен 1862. поход Конфедерације на Мериленд (држава Уније) се окончао повлачењем конфедерације у бици код Ентитама, што је спречило британску интервенцију. Линколн је затим објавио Проглас о еманципацији, у којој је укидање ропства истакнуто као ратни циљ. На западном фронту до лета 1862. Унија је уништила речну морнарицу Конфедерације, затим највећи део њених западних армија. Унијина Виксбуршка операција је поделила Конфедерацију на два дела дуж реке Мисисипи. Поход конфедерацијског генерала Роберта Лија на север из 1863. се окончао у бици код Гетисбурга. Успеси на западу учинили су Јулисиза С. Гранта командантом свих војски Уније у 1864. Генерал Вилијам Шерман се пробијао на исток да би освојио Атланту и марширао до мора, уништавајући уз пут инфраструктуру Конфедерације. Унија је стекла довољно средстава и војске да нападне Конфедерацију из свих праваца и могла је себи да приушти битке исцрпљивања током Оверландске операције према Ричмонду, главном граду Конфедерације. Војска Конфедерације је поражена, што је довело до Лијеве предаје Гранту након битке код Апоматокса 9. априла 1865. Сви генерали Конфедерације су се предали тог лета.
Амерички грађански рат је један од првих правих индустријских ратова. Железнице, телеграф, парни бродови и масовна израђивана оружја су се интензивно користили. Мобилизације цивилних фабрика, рудника, бродоградилишта, банака, саобраћајница и залиха хране су наговештавале шта ће се десити у Првом светском рату. Амерички грађански рат је најкрвавији рат у америчкој историји, који је изазвао смрти око 750.000 војника и неутврђен број цивила.

## Узроци грађанског рата
Узроци рата су многобројни и сложени, али се углавном могу свести на економске супротности између северних држава, којима је доминирала индустрија, и јужних држава, које су биле оријентисане на пољопривреду. У јужним државама главну реч водили су велики земљопоседници с радном снагом коју су сачињавали црни робови. Њима је главни извор прихода било пласирање памука и других пољопривредних производа на страна тржишта, те су се залагали за слободну трговину и ниске царине. На Северу су индустријалци углавном задовољавали домаћу потражњу, па им је у интересу била протекционистичка економска политика с великим заштитним царинама.
Те супротности су почеле све више да излазе на видело када су се САД прошириле на запад северноамеричког континента, односно с демографским променама захваљујући којима је Север стекао предност у односу на Југ. Политичари с Југа су настојали да очувају свој положај инсистирањем да се на новим територијима уведе ропство, што је довело до реакције у облику аболиционистичког покрета који се залагао за укидање ропства на целој територији САД. Иако је испочетка већина северњачких политичара аболиционизам сматрала шачицом екстремиста, поступно су почели да користе његове аргументе у расправама о будућности САД, што је многе политичаре на Југу натерало да почну да користите аргументе екстремиста који су заговарали отцепљење од САД и стварање нове конфедерације у којој ће ропство бити очувано. 
Супротности, којима је битан подстицај дала победа САД у америчко-мексичком рату, су крајем 50-их година 19. века ескалирале у оружане сукобе између аболициониста и присталица ропства на новим западним територијама. Због тога је у САД створена Републиканска странка, коју су испочетка сачињавали екстремни аболиционисти и леви радикали, да би се око ње поступно окупили сви северни политичари незадовољни статусом кво. Један од њих је био и Абрахам Линколн, који ће године 1860. као њен кандидат бити изабран за председника САД.

## Избијање грађанског рата
Линколнов избор за председника је био повод држави Јужна Каролина, којом су доминирали екстремни сецесионисти, да прогласи отцепљење од САД крајем 1860. Њој се придружило неколико других држава које су прогласиле Конфедерацију на челу с бившим федералним министром рата Џеферсоном Дејвисом. У то време је истицао мандат председнику Бјукенану, који као припадник углавном проробовласничке и пројужњачке Демократске странке није учинио ништа како би спречио распад Уније, односно преузимање војних и других федералних објеката од стране сецесионистичких држава. 
Међу малобројним објектима који су остали под федералном контролом био је Форт Самтер, тврђава која је бранила приступ луци Чарлстон у држави Јужна Каролина. Недуго након што је Линколн преузео мандат, екстремни сецесионисти су извршили напад на Форт Самтер и присилили посаду на предају. Та ескалација политичке кризе у оружани сукоб била је повод Линколну да сецесионисте прогласи побуњеницима и упути позив за мобилизацију у циљу њеног смиривања, што је де факто било проглашење рата.
Све до тог тренутка веровало се да ће се сукоб решити мирним путем, било тако што ће Север дозволити Југу да се отцепи и настави свој начин живота, било тако што ће уступцима натерати сецесионисте да промене одлуку, поготово зато што је одређен број робовласничких држава или остао веран Унији или одлучио да причека с одлуком. Но, објава рата је довела до тога се све државе сврстају на једну или другу страну. Део тзв. граничних држава је након Линколнове објаве стао на страну Југа, укључујући Вирџинију која је граничила с главним градом Вашингтоном.

## Ток грађанског рата
Испочетка су обе стране, поготово Југ, веровале да ће се рат завршити брзо, након једне одлучне битке. Но, убрзо се испоставило да сукобљене стране то једноставно нису биле у стању. САД је пре рата имала малобројну професионалну војску, чији је већи део остао веран Унији, док је мањи део - поготово најбољи и најспособнији официри - прешао Југу. Те снаге су врло брзо утопљене у неискусним добровољачким милицијама којима су, поготово на Северу, командовали официри именовани из политичких разлога уместо стручних. Исто тако, чак су и професионални официри користили тактику научену из Жоминијевог уџбеника наполеонске ере, не узимајући у обзир нагли развој ватреног оружја, односно повећану брзину, домет и прецизност која је битке учинила далеко крвавијима у односу на претходне сукобе.
Све то је изашло на видело већ у првој великој бици код Бул Рана, која је завршила победом Југа, али након које победничка војска није могла марширати на Вашингтон и натерати Север на предају. У међувремену је Север започео поморску блокаду и кампању заузимања јужњачких лука која ће с временом довести до економског исцрпљивања Конфедерације. На западним бојиштима су северњаци имали више успеха, поготово када је генерал Грант започео поступно запоседање стратешки кључне долине Мисисипија, односно Југу нанео први значајнији пораз у крвавој бици код Шајлоа у пролеће 1862. године. 
На источном бојишту је команду над снагама Уније преузео генерал Џорџ Маклелан, врло ефикасан администратор и популаран међу својим војницима, али потпуно неспособан на бојном пољу. То се показало за време похода на Ричмонд у пролеће 1862. године када је наредио повлачење са самих прилаза јужњачког главног града. Генерал Ли, који је у то доба постао командант снага Југа, сматрао је да Југ не може победити у рату који се водио на његовој територији, те да је нужно извршити офанзиву на Север и тако Унију присилити на мир. Први такав покушај је у септембру 1862. године довео до крваве битке код Антитама. Иако је њен резултат био тактички неодлучен, Линколн ју је прогласио победом и искористио као прилику да донесе Прокламацију о еманципацији, којем је де факто укинуто ропство над свим јужњачким територијама под северњачком окупацијом.
Тај је проглас из темеља променио виђење рата у светској јавности. Испочетка се на њега гледало као на чисто уставни спор, у којем су многи симпатизирали слабији Југ и признавали му право на независност. Но, када је укидање ропства наведено као један од северњачких ратних циљева, подршка за Југ је нагло спласнула, поготово у Уједињеном Краљевству и Француској, чије су владе дотада размишљале о посредовању, па чак и војној интервенцији у корист Југа. 
Након две неуспеле северњачке офанзиве у Вирџинији, Ли је средином 1863. године још једном покушао инвазију на Север. Он је довео до битке код Гетисбурга у којој је Југ тешко поражен. Готово истог дана Грант је заузео Виксбург чиме је цели ток Мисисипија стављен под северњачку контролу и Конфедерација пресечена напола. 
Након тога је свима било јасно да се, објективно гледано, рат не може завршити друкчије него јужњачким поразом, али је влада у Ричмонду наставила борбу, сматрајући како ће незамисливо велики губици у људству рат учинити непопуларним међу гласачима у северним државама, те их натерати да на председничким изборима године 1864. окрену леђа Линколну и подрже демократе, чији је кандидат Маклелан био заговорник мировних преговора, укључујући опцију да Југ споразумно напусти Унију. 
Те су наде кратко време биле основане, након што је Грантова спектакуларна офанзива у Вирџинији у пролеће 1864. године довела до тешких губитака у северњачким редовима и дегенерисала у позициони рат пред вратима Ричмонда. Али на западном бојишту је у то време северњачки генерал Шерман успешно пробио јужњачке линије, продро у Џорџију, освојио Атланту и започео злогласни Шерманов марш приликом кога су опустошене државе Џорџија и Јужна Каролина, а Конфедерација лишена својих кључних пољопривредних и других ресурса. 
Након што је Линколн поново изабран за председника, а јужњачке редове почела да мучи глад и несташица свих могућих намирница, крај рата је био само питање времена. У пролеће 1865. пробијене су јужњачке линије пред Ричмондом, који је убрзо пао у северњачке руке, чиме је влада Конфедерације де факто престала постојати. Главнина јужњачких снага се убрзо након тога предала генералу Гранту код Апоматокса, што се узима као формални завршетак грађанског рата.

## Последице рата
Крај рата није сам по себи значио крај политичке нестабилности у САД. Недуго након проглашења победе Линколн је пао као жртва атентата, а наследио га је потпредседник Ендру Џонсон, јужњачки демократа веран Унији, чија је помирљива политика према окупираним јужним државама била трн у оку радикалним републиканцима који су доминирали Конгресом. Јужне државе су постепено вратиле пуноправно чланство у Унији у процесу Реконструкције, завршеним споразумом северних и јужних политичара на рачун ослобођених црних робова који су потпали под систем расне сегрегације. 
Амерички грађански рат представља најкрвавији рат у америчкој историји, ако се у обзир узме искључиво број америчких жртава. Иза себе је оставио дуготрајне економске и демографске последице, поготово на опустошеном Југу који се није опоравио све до последње четвртине 20. века. 
С друге стране, рат је коначно установио САД као праву националну државу - не само што је једном заувек установљен уставни примат федералне над државним властима, него су и у културном смислу САД постале јединствени простор чији су се становници сматрали грађанима властите националне државе. Рат је такође послужио и за установљавање целог низа реформи управе и јачање улоге федералне државе у свакодневном животу, чиме су САД дошле на исти ниво, односно премашиле друге модерне државе у тадашњем свету. Због тога се Амерички грађански рат често назива Другом америчком револуцијом.